# Eloeophila bifida
Eloeophila bifida là một loài ruồi trong họ Limoniidae. Chúng phân bố ở miền Tân bắc.